# Miconia manicata
Miconia manicata är en tvåhjärtbladig växtart som beskrevs av Célestin Alfred Cogniaux och Henry Allan Gleason. Miconia manicata ingår i släktet Miconia och familjen Melastomataceae.
Artens utbredningsområde är Colombia. Utöver nominatformen finns också underarten M. m. ecuadorensis.